# Duke Ellington Meets Coleman Hawkins
Albums de Duke Ellington et Coleman Hawkins
Midnight in Paris
(1962) Desafinado
(1963)
Duke Ellington Meets Coleman Hawkins est un album du pianiste, compositeur et leader de big band américain Duke Ellington et du saxophoniste Coleman Hawkins édité en 1963 et enregistré en août 1962.
En 1995, Peter Watrous écrit pour le New York Times que cet album est « L'un des meilleurs albums d'Ellington, l'un des meilleurs albums de Hawkins et l'un des meilleurs albums des années 60 »,. L'album a par ailleurs reçu cinq étoiles sur le site AllMusic.

## Pistes
| No | Titre                                                   | Musique                       | Durée |
| -- | ------------------------------------------------------- | ----------------------------- | ----- |
| 1. | Limbo Jazz                                              | Duke Ellington                | 5:14  |
| 2. | Mood Indigo                                             | Duke Ellington, Barney Bigard | 5:56  |
| 3. | Ray Charles' Place                                      | Duke Ellington                | 4:03  |
| 4. | Wanderlust                                              | Duke Ellington, Johnny Hodges | 5:00  |
| 5. | You Dirty Dog                                           | Duke Ellington                | 4:17  |
| 6. | Self-Portrait (of the Bean)                             | Duke Ellington                | 3:50  |
| 7. | The Jeep Is Jumpin'                                     | Duke Ellington, Johnny Hodges | 4:39  |
| 8. | The Ricitic                                             | Duke Ellington                | 5:51  |
| 9. | (In My) Solitude (présent seulement sur les rééditions) | Duke Ellington, Eddie DeLange | 5:51  |

## Personnel

### Orchestre
- Duke Ellington - piano
- Coleman Hawkins - saxophone tenor
- Harry Carney - clarinette basse et saxophone baryton
- Johnny Hodges - saxophone alto
- Lawrence Brown - trombone
- Ray Nance - violon, cornet
- Aaron Bell - basse
- Sam Woodyard - batterie

### Credits
- Bob Thiele (producteur)
- Rudy Van Gelder (ingénieur)
- Joe Alper (photographie)
- Jason Claiborne (design graphique)
- Stanley Dance (notes)
- Hollis King (direction artistique)

### Réédition
- Michael Cuscuna (notes, producteur pour les rééditions)
- Erick Labson (remastering digital)